# Slaget ved Dnepr
 Der er for få eller ingen kildehenvisninger i denne artikel, hvilket er et problem. Du kan hjælpe ved at angive troværdige kilder til de påstande, som fremføres i artiklen.

Slaget ved Dnepr var et slag, eller en bred række kamphandlinger, på Østfronten under Anden Verdenskrig. Det regnes som et af historiens største militære slag, med omkring 4 millioner soldater involveret. Slaget foregik over en frontlinje som var over 1.400 km lang. I løbet af det fire måneder lange slag befriede Den Røde Hær floden Dneprs østlige bred fra tysk besættelse, og lykkedes endvidere med at etablere en række brohoveder på den vestlige side.
Endvidere var denne fremrykning optakten til det andet slag om Kiev, der til sidst førte til sovjetisk generobring af byen.
Slaget var et af historiens blodigste. Beregninger antyder, at mellem 1,7 millioner og 2,7 millioner blev dræbt og såret. I og med at slaget bredte sig over et så stort område, mener enkelte historikere at det ikke kan regnes som et "slag"; de anser derfor anser slaget om Stalingrad som historiens blodigste.

## Baggrund

### De tyske planer
Efter slaget ved Kursk havde Wehrmacht og Armégruppe Syd mistede håbet om at vinde initiativet på Østfronten tilbage. De tyske stillinger var væsentligt svækket, og de tyske styrker begyndte 11. august at etablere en række forsvarsværker for at forsinke Den røde armés fremrykning. Adolf Hitler krævede at de tyske styrker skulle holde linjen langs Dnepr, uanset omkostningerne herved.
Der var imidlertid ikke nok tid til at gøre forsvarsværkerne stærke nok og fremrykningen fokuserede derfor om de områder hvor det kunne ventes at de sovjetiske styrker ville prøve at krydse floden, nemlig ved Krementsjuk, Zaporizjzja og Nikopol.
Endvidere fik de tyske styrker 7. september ordre om at tage alt som var muligt at fragte med sig og at gennemføre brændt jords taktik i de områder de forlod, for at gøre forsyningssituationen så vanskelig som muligt for de sovjetiske styrker.

### De sovjetiske planer
Den sovjetiske side var fast bestemt på at udnytte det momentum, man havde i efter sejren ved Kursk og fortsatte derfor generobringen af sovjetisk territorium. Endvidere var industriområderne i Ukraine vigtige mål, både af strategiske grunde på grund af kul og andre mineraler som generhvervedes her, men også fordi det var tæt befolkede områder. Samlet var dette vigtige ressourcer for den videre krigsførelse, og den sovjetiske side koncentrerede sin indsats i de sydlige områder.

## Kampene
Kampene langs Dnepr var særligt intense. Dette krævede store ressourcer af begge parter, særligt når man tager i betragtning hvor længe, det varede. Samtidig var det krævende at krydse floden, som er Europas tredje største, kun overgået af Volga og Donau. Dnepr var blandt andet på grund af opdæmning nogle steder op mod 3 km bred.

### De indledende kampe
24. august rykkede Den røde armé frem over en 1.400 km lang front, som strakte sig fra Smolensk til Azovhavet. Men den sovjetiske numeriske overlegenhed gjorde ikke fremrykningen let. Tyskernes modstand var intens, og der var hårde kampe i hver eneste by, hvad enten den var stor eller lille. Ved tilbagetrækninger efterlod tyskerne enkeltenheder, der forsinkede den sovjetiske fremrykning.

### Den røde hær når Dnepr
Efter tre uger med store tab på begge sider, blev det klart at tyskerne ikke kunne hindre Den røde hær i at rykke frem over de åbne sletter, idet de sovjetiske styrker styrkemæssigt var overlegne. Manstein bad om at Armégruppe Syd forstærkedes, men Hitler gav i stedet tilladelse til at trække den sydlige del tilbage til forsvarslinjen langs Dnepr. Noget længere mod nord var der meget hårde kampe om byen Poltava. Mod slutningen af september nåede Den røde hær Dnepr.
De hårdeste kampe udestod imidlertid. De tyske styrker krydsede floden i en række improviserede fartøjer, og under intens sovjetisk granatregn. De tyske tab var meget store. Stavka forstærkede de sovjetiske styrker, både for at svække tyskerne, men også for at sikre sig udbyttet af høsten fra det omfattende landbrug i området. Den røde hær håbede desuden at kunne krydse floden og nå at etablere brohoveder før de tyske styrker havde fået sig etableret langs bredden. Det lykkedes dog ikke. Det tunge tyske artilleri forhindrede en videre udvikling af de små sovjetiske brohoveder, som blev etableret.
Kampenes anden fase var fra slutningen af september frem til 20. december 1943, hvor de sovjetiske styrker havde held med at isolere de tyske styrker på Krim og etablere et 450 km langt og 100 km dybt brohoved på vestsiden af Dnepr. Forsøg på at indtage Kryvyj Rih førte til intense kampe med stærk modstand fra tysk side, og byen blev voldsomt ødelagt med enorme sovjetiske tab. Efter gennembruddet her, bevægede de sovjetiske styrker sig mod Kyiv, hvor der i november og december blev kæmpet om byen.
Slaget ved Dnepr var et afgørende nederlag for de tyske styrker, der ikke lykkedes med at stoppe Den røde hær langs floden, der dannede en naturlig forsvarslinje. Desuden var det optakten til, at det lykkedes Den røde hær at generobe Kyiv. Tyskerne manglede styrker til at angribe og eliminere de sovjetiske brohoveder på den vestre side af floden.
Slaget ved Dnepr og en række andre større offensiver gav Josef Stalin et godt udgangspunkt for forhandlingerne med de andre allierede ved Teherankonferencen i 1943, som blev afholdt fra 28. november. til 1. december.